# N1 (Togo)
Die N1 ist eine Fernstraße in Togo, die in Lomé an der Ausfahrt der N2 und endet in Dapaong an der Zufahrt zu der N28. Die N28 verbindet Togo mit Burkina Faso. Weiters kreuzt sich die N1 in Kara mit der N16 und in Niamtougou mit der N18. Sie ist 624 Kilometer lang.